# Maison Pradelle
Pour les articles homonymes, voir Pradelle (homonymie).
La maison Pradelle est une maison située en France sur la commune de Marmanhac (Cantal), en région Auvergne-Rhône-Alpes.

## Localisation
Le monument se trouve dans le lieu-dit de Pradelle.

## Historique
La demeure a été construite au XIXe siècle. La salle à manger a été réaménagée vers 1900 avec un décor en bois ciré. Un petit bâtiment de communs, élevé vers 1900, a été ajouté dans le parc.

### Protection
La maison est inscrite au titre des monuments historiques par arrêté du 10 septembre 2012.

## Description
La demeure, de style maison de maître du Cantal, est un logis rectangulaire en lave basaltique à façade ordonnée en deux niveaux et cinq travées. L’intérieur conserve un salon avec un papier peint panoramique en grisaille, modèle « Scènes turques » attribué à la manufacture Dufour. Le parc enclos abrite un bâtiment de communs avec clapier, chambre de domestiques, pigeonnier, étable et poulailler.